# Governo Mauroy II
Il secondo governo Mauroy è stato il diciassettesimo governo francese durante la Quinta Repubblica ed il secondo del primo mandato del presidente François Mitterrand. Il governo Mauroy è stato in carica dal 23 giugno 1981 al 23 marzo 1983, durante la settima legislatura dell'Assemblée Nationale.
La coalizioni di sinistra che appoggiava il governo, era così rappresentata nell'esecutivo:
- Partito Socialista (PS): 23 ministri, 18 segretari di stato
- Partito Comunista Francese (PCF): 3 ministri
- Movimento dei Radicali di Sinistra (MRG): un ministro, un segretario di Stato
- Movimento dei Democratici (MD): un ministro

## Composizione

### Primo ministro
| Nome          | Partito | Partito            |
| ------------- | ------- | ------------------ |
| Pierre Mauroy |         | Partito Socialista |

### Ministri di Stato
| Ministero                    | Nome | Nome                    | Partito |
| ---------------------------- | ---- | ----------------------- | ------- |
| Commercio estero             |      | Michel Jobert           | MD      |
| Interni e decentralizzazione |      | Gaston Defferre         | PS      |
| Pianificazione territoriale  |      | Michel Rocard           | PS      |
| Trasporti                    |      | Charles Fiterman        | PCF     |
| Ricerca e tecnologia         |      | Jean-Pierre Chevènement | PS      |

### Ministri
| Ministero                 | Nome | Nome                                    | Partito |
| ------------------------- | ---- | --------------------------------------- | ------- |
| Relazioni estere          |      | Claude Cheysson                         | PS      |
| Giustizia, Guardasigilli  |      | Robert Badinter                         | PS      |
| Solidarietà nazionale     |      | Nicole Questiaux fino al 29 giugno 1982 | PS      |
| Solidarietà nazionale     |      | Pierre Bérégovoy dal 29 giugno 1982     | PS      |
| Economia e finanze        |      | Jacques Delors                          | PS      |
| Educazione nazionale      |      | Alain Savary                            | PS      |
| Agricoltura               |      | Édith Cresson                           | PS      |
| Industria                 |      | Pierre Dreyfus fino al 29 giugno 1982   | PS      |
| Cultura                   |      | Jack Lang                               | PS      |
| Lavoro                    |      | Jean Auroux                             | PS      |
| Sanità                    |      | Jack Ralite                             | PCF     |
| Commercio ed artigianato  |      | Edmond Hervé                            | PS      |
| Tempo libero              |      | André Henry                             | PS      |
| Urbanizzazione e alloggi  |      | Roger Quilliot                          | PS      |
| Ambiente                  |      | Michel Crépeau                          | MRG     |
| Mare                      |      | Louis Le Pensec                         | PS      |
| Comunicazione             |      | Georges Fillioud                        | PS      |
| Poste e Telecomunicazioni |      | Louis Mexandeau                         | PS      |
| Veterani                  |      | Jean Laurain                            | PS      |
| Consumatori               |      | Catherine Lalumière                     | PS      |
| Formazione professionale  |      | Marcel Rigout                           | PCF     |

### Ministri delegati
| Ministero                   | Nome | Nome                                     | Partito |
| --------------------------- | ---- | ---------------------------------------- | ------- |
| Diritti delle donne         |      | Yvette Roudy                             | PS      |
| Affari europei              |      | André Chandernagor                       | PS      |
| Rapporti con il Parlamento  |      | André Labarrère                          | PS      |
| Funzione pubblica e riforme |      | Anicet Le Pors                           | PCF     |
| Budget                      |      | Laurent Fabius                           | PS      |
| Energia                     |      | Edmond Hervé                             | PS      |
| Gioventù e sport            |      | Edwige Avice                             | PS      |
| Impiego                     |      | Jean Le Garrec                           | PS      |
| Cooperazione e sviluppo     |      | Jean-Pierre Cot fino all'8 dicembre 1982 | PS      |
| Cooperazione e sviluppo     |      | Christian Nucci dall'8 dicembre 1982     | PS      |

### Segretari di Stato
| Ministero                    | Delega                                                     | Nome | Nome                                     | Partito |
| ---------------------------- | ---------------------------------------------------------- | ---- | ---------------------------------------- | ------- |
| Primo ministro               | Estensione del settore pubblico                            |      | Jean Le Garrec fino al 29 giugno 1982    | PS      |
| Primo ministro               | Rimpatriati                                                |      | Raymond Courrière                        | PS      |
| Interni                      | Dipartimenti e territori d'oltremare                       |      | Henri Emmanuelli                         | PS      |
| Interni e decentralizzazione | Sicurezza pubblica                                         |      | Joseph Franceschi dal 17 agosto 1982     | PS      |
| Solidarietà nazionale        | Famiglia e degli anziani dal 17 agosto all'8 dicembre 1982 |      | Georgina Dufoix                          | PS      |
| Solidarietà nazionale        | Anziani                                                    |      | Joseph Franceschi fino al 17 agosto 1982 | PS      |
| Economia, Finanze e Budget   | Consumatori                                                |      | Catherine Lalumière                      | PS      |
| Interni e decentralizzazione | Dipartimenti e territori d'oltre mare                      |      | Georges Lemoine                          | PS      |
| Solidarietà nazionale        | Anziani                                                    |      | Daniel Benoîst dall'8 dicembre 1982      | PS      |
| Solidarietà nazionale        | Immigrati                                                  |      | François Autain                          | PS      |
| Tempo libero                 | Turismo                                                    |      | François Abadie                          | MRG     |
| Agricoltura                  |                                                            |      | André Cellard                            | PS      |
| Difesa                       |                                                            |      | Georges Lemoine                          | PS      |